# HD141976
HD141976 — хімічно пекулярна зоря спектрального класу
A6 й має видиму зоряну величину в смузі V приблизно  9,3.